# The Code of Marcia Gray
The Code of Marcia Gray er en amerikansk stumfilm fra 1916 af Frank Lloyd.

## Medvirkende
- Constance Collier som Marcia Gray
- Harry De Vere som Harry Gray
- Forrest Stanley som Orlando Castle
- Herbert Standing som Banker Agnew
- Howard Davies som Ed Crane